# 崔拱
崔拱（?—?），字宾玉，福建省惠安县人。
北宋端拱二年(989年)，崔拱中进士，为惠安置县后第一个进士。曾任著作郎、太常丞。
崔拱一门三代共有五名进士。长子崔正则为天禧三年(1019年)进士、次子崔丽则为天圣二年(1024年)进士。崔丽则的长子崔黄臣为景祐五年(1038年)进士，次子崔宋臣为嘉祐二年(1057 年)进士。